# Bima (entreprise)
Pour les articles homonymes, voir Bima (homonymie).
Bima était un constructeur français de moteurs auxiliaires pour motocycles.
Bima : Société des Cycles Peugeot, Beaulieu-Valentigney, Doubs (1952-1953). 
Cette usine commença ses activités en 1952 pour fabriquer des motocycles pour Peugeot, mais en 1952 et en 1953, elle construisit des moteurs auxiliaires de 50 cm3 sous sa propre marque.